# Moose Jaw Canucks
Moose Jaw Canucks byl kanadský juniorský klub ledního hokeje, který sídlil v Moose Jaw v provincii Saskatchewan. V letech 1968–1984 působil v juniorské soutěži Saskatchewan Junior Hockey League. Před vstupem do SJHL působil ve Western Canada Hockey League a Southern Saskatchewan Junior Hockey League. Své domácí zápasy odehrával v hale Moose Jaw Civic Centre s kapacitou 3 146 diváků. Klubové barvy byly červená a bílá.
Nejznámější hráči, kteří prošli týmem, byli např.: Chris Chelios, Willie Desjardins, Al Rollins nebo Larry Popein.

## Úspěchy
- Vítěz SSJHL ( 3× )
  - 1937/38, 1944/45, 1945/46
- Vítěz SJHL ( 3× )
  - 1946/47, 1947/48, 1961/62
- Vítěz WHL ( 1× )
  - 1966/67

## Přehled ligové účasti
Zdroj: 
- 1938–1946: Southern Saskatchewan Junior Hockey League
- 1946–1948: Saskatchewan Junior Hockey League
- 1948–1955: Western Canada Junior Hockey League
- 1955–1958: bez soutěže
- 1958–1966: Saskatchewan Junior Hockey League
- 1966–1967: Canadian Major Junior Hockey League
- 1967–1968: Western Canada Junior Hockey League
- 1968–1972: Saskatchewan Junior Hockey League
- 1972–1973: Saskatchewan Junior Hockey League (Západní divize)
- 1973–1975: Saskatchewan Junior Hockey League (Jižní divize)
- 1975–1976: Saskatchewan Junior Hockey League (Severní divize)
- 1976–1982: Saskatchewan Junior Hockey League (Jižní divize)
- 1982–1984: Saskatchewan Junior Hockey League